# Glock 28
La Glock 28 è una pistola semiautomatica prodotta dall'austriaca Glock.
Incamerata in .380 ACP è la versione subcompatta della Glock 25, è stata ideata per i mercati di stati che non permettono il possesso di armi incamerate per cartucce da guerra. La vendita non è permessa negli Stati Uniti in quanto è troppo corta secondo le regole della BATFE. È una dei due modelli pistole (l'altra è la Glock 25, sempre in .380 ACP) della serie Glock che usa un meccanismo di massa battente, invece che il rinculo corto, in quanto la .380 ACP è una cartuccia relativamente debole, che non potrebbe operare un'arma a rinculo corto.